# 東京都第8区 (中選挙区)
東京都第8区（とうきょうとだい8く）は、かつて存在した衆議院の選挙区。1964年の公職選挙法改正により新設された選挙区で、それまでは1区の一部だった。設置当初の定数は3議席であったが、定数是正により第40回総選挙（1993年）のみ定数2議席で行われた。

## 区域
1992年（平成4年）の公職選挙法改正当時の区域は以下のとおりである（定数2）。
- 中央区
- 文京区
- 台東区

1964年（昭和39年）の公職選挙法改正当時の区域は以下のとおりである（定数3）。
- 中央区
- 文京区
- 台東区

この選挙区の区域は、小選挙区制に移行した当初の2区と同一である。現在は文京区が10区に移動となっている。

## 概要
東京の都心部の中でも、いわゆる日本橋や上野・浅草などの商業地や文京区などの文教地域を選挙区としており、いわゆる下町の旦那衆や町内会など保守系の地盤が強い一方で、革新系にシンパシーを抱く知識層・未組織労働者も少なくない。このため、選挙戦は常に当選者が入れ替わる激しいものだった。
1区から分区された直後の1967年総選挙では、自民党が四宮久吉と山田久就を、日本社会党が原彪と依田圭五を擁立。更に民社党の荒瀬修一郎・日本共産党の金子満広・保守系無所属の長野高一が参戦したが、結局四宮・山田・依田で議席を分け合った。1969年総選挙では四宮が引退し地盤を継いだ石井桂が当選したが、この選挙では依田が落選し入れ替わりに公明党の中川嘉美が当選。社会党は1972年総選挙でも依田が返り咲きを目指すが落選に終わり、その後も1980年総選挙まで連続して候補を擁立するが、議席回復は成らず以降は独自候補擁立を断念。いみじくも都市部における社会党の衰退を象徴する選挙区となった。1990年総選挙では土井ブームに乗って久々に候補を擁立したが、やはり落選している。
1972年総選挙では全国的な共産党の伸張に乗って金子が初当選、逆に中川は落選の憂き目に遭った。一方、保守系でも都議会議員から出馬した深谷隆司が石井を押しのけて初当選を果たしている。1976年総選挙では鳩山邦夫が新自由クラブの推薦と1区から「完全無所属」を標榜して出馬した麻生良方の応援で初当選、中川も雪辱を果たし金子・深谷が落選した。その2人も1979年総選挙で揃って返り咲き、今度は鳩山と山田が落選。翌1980年総選挙では鳩山が復活した（中川が落選）ものの、山田は不出馬に追い込まれ政界を引退する。
その後は自民の深谷・鳩山が互いに得票を競う一方で、残り1議席を共産党の金子と公明党で争う構図が続く。金子は1980年・86年に、公明党の中川は83年に当選した。だが中川が86年総選挙後に参議院議員に鞍替え当選したため、1990年総選挙では太田昭宏が公明党から立候補。しかし落選に終わっている。1993年総選挙では公明党は擁立を断念し、太田は東京都第9区に鞍替えして初当選した。
1993年総選挙では長く続いた定数3から2に削減され、文字通り前職3人の激戦となったが、自民党を離党した鳩山に非自民票が集中。結局、鳩山・深谷で議席を分け、金子が落選した。

## 選出議員
| 選挙名                 | 年     | #1                      | #2                      | #3                      |
| ---------------------- | ------ | ----------------------- | ----------------------- | ----------------------- |
| 第31回衆議院議員総選挙 | 1967年 | 山田久就 （自由民主党） | 依田圭五 （日本社会党） | 四宮久吉 （自由民主党） |
| 第32回衆議院議員総選挙 | 1969年 | 山田久就 （自由民主党） | 石井桂 （自由民主党）   | 中川嘉美 （公明党）     |
| 第33回衆議院議員総選挙 | 1972年 | 金子満広 （日本共産党） | 山田久就 （自由民主党） | 深谷隆司 （無所属）     |
| 第34回衆議院議員総選挙 | 1976年 | 鳩山邦夫 （無所属）     | 山田久就 （自由民主党） | 中川嘉美 （公明党）     |
| 第35回衆議院議員総選挙 | 1979年 | 深谷隆司 （自由民主党） | 金子満広 （日本共産党） | 中川嘉美 （公明党）     |
| 第36回衆議院議員総選挙 | 1980年 | 深谷隆司 （自由民主党） | 鳩山邦夫 （自由民主党） | 金子満広 （日本共産党） |
| 第37回衆議院議員総選挙 | 1983年 | 鳩山邦夫 （自由民主党） | 中川嘉美 （公明党）     | 深谷隆司 （自由民主党） |
| 第38回衆議院議員総選挙 | 1986年 | 鳩山邦夫 （自由民主党） | 深谷隆司 （自由民主党） | 金子満広 （日本共産党） |
| 第39回衆議院議員総選挙 | 1990年 | 鳩山邦夫 （自由民主党） | 深谷隆司 （自由民主党） | 金子満広 （日本共産党） |
| 第40回衆議院議員総選挙 | 1993年 | 鳩山邦夫 （無所属）     | 深谷隆司 （自由民主党） |                         |

## 選挙結果
時の内閣：宮澤改造内閣 解散日：1993年（平成5年）6月18日 投票日：1993年（平成5年）7月18日
当日有権者数：332,337人 最終投票率：63.08%（前回比：7.64ポイント）
| 当落 | 氏名     | 年齢 | 所属党派         | 新旧 | 得票     | 得票率 | 推薦・支持 |
| ---- | -------- | ---- | ---------------- | ---- | -------- | ------ | ---------- |
| 当   | 鳩山邦夫 | 44   | 無所属（保守系） | 前   | 89,800票 | 43.46% |            |
| 当   | 深谷隆司 | 57   | 自由民主党       | 前   | 57,809票 | 27.98% |            |
|      | 金子満広 | 68   | 日本共産党       | 前   | 57,395票 | 27.78% |            |
|      | 山崎義章 | 40   | 国民党           | 新   | 873票    | 0.42%  |            |
|      | 吉澤保   | 43   | 雑民党           | 新   | 751票    | 0.36%  |            |

時の内閣：第1次海部内閣 解散日：1990年（平成2年）1月24日 投票日：1990年（平成2年）2月18日
当日有権者数：338,485人 最終投票率：70.72%（前回比：2.91ポイント）
| 当落 | 氏名     | 年齢 | 所属党派   | 新旧 | 得票     | 得票率 | 推薦・支持 |
| ---- | -------- | ---- | ---------- | ---- | -------- | ------ | ---------- |
| 当   | 鳩山邦夫 | 41   | 自由民主党 | 前   | 59,850票 | 25.21% |            |
| 当   | 深谷隆司 | 54   | 自由民主党 | 前   | 57,274票 | 24.13% |            |
| 当   | 金子満広 | 65   | 日本共産党 | 前   | 44,154票 | 18.60% |            |
|      | 太田昭宏 | 44   | 公明党     | 新   | 38,955票 | 16.41% |            |
|      | 坂本直子 | 49   | 日本社会党 | 新   | 36,537票 | 15.39% |            |
|      | 東郷健   | 57   | 地球維新党 | 新   | 253票    | 0.11%  |            |
|      | 長田準一 | 35   | 地球維新党 | 新   | 188票    | 0.08%  |            |
|      | 宮本公恵 | 29   | 真理党     | 新   | 99票     | 0.04%  |            |
|      | 村井秀夫 | 32   | 真理党     | 新   | 72票     | 0.03%  |            |

時の内閣：第2次中曽根内閣第2次改造内閣 解散日：1986年（昭和61年）6月2日 投票日：1986年（昭和61年）7月6日
当日有権者数：351,790人 最終投票率：67.81%（前回比：3.18ポイント）
| 当落 | 氏名     | 年齢 | 所属党派   | 新旧 | 得票     | 得票率 | 推薦・支持 |
| ---- | -------- | ---- | ---------- | ---- | -------- | ------ | ---------- |
| 当   | 鳩山邦夫 | 37   | 自由民主党 | 前   | 65,008票 | 27.83% |            |
| 当   | 深谷隆司 | 50   | 自由民主党 | 前   | 62,984票 | 26.97% |            |
| 当   | 金子満広 | 61   | 日本共産党 | 元   | 55,098票 | 23.59% |            |
|      | 中川嘉美 | 52   | 公明党     | 前   | 50,485票 | 21.61% |            |

時の内閣：第1次中曽根内閣 解散日：1983年（昭和58年）11月28日 投票日：1983年（昭和58年）12月18日
当日有権者数：353,728人 最終投票率：64.63%（前回比：7.59ポイント）
| 当落 | 氏名     | 年齢 | 所属党派       | 新旧 | 得票     | 得票率 | 推薦・支持 |
| ---- | -------- | ---- | -------------- | ---- | -------- | ------ | ---------- |
| 当   | 鳩山邦夫 | 35   | 自由民主党     | 前   | 59,897票 | 26.54% |            |
| 当   | 中川嘉美 | 50   | 公明党         | 元   | 55,015票 | 24.37% |            |
| 当   | 深谷隆司 | 48   | 自由民主党     | 前   | 53,826票 | 23.85% |            |
|      | 金子満広 | 59   | 日本共産党     | 前   | 50,757票 | 22.49% |            |
|      | 友部達夫 | 55   | 年金党         | 新   | 6,042票  | 2.68%  |            |
|      | 増田真一 | 60   | 政事公団太平会 | 新   | 179票    | 0.08%  |            |

時の内閣：第2次大平内閣 解散日：1980年（昭和55年）5月19日 投票日：1980年（昭和55年）6月22日
当日有権者数：358,630人 最終投票率：72.22%（前回比：11.02ポイント）
| 当落 | 氏名     | 年齢 | 所属党派   | 新旧 | 得票     | 得票率 | 推薦・支持 |
| ---- | -------- | ---- | ---------- | ---- | -------- | ------ | ---------- |
| 当   | 深谷隆司 | 44   | 自由民主党 | 前   | 76,254票 | 29.92% |            |
| 当   | 鳩山邦夫 | 31   | 自由民主党 | 元   | 70,866票 | 27.81% |            |
| 当   | 金子満広 | 55   | 日本共産党 | 前   | 46,208票 | 18.13% |            |
|      | 中川嘉美 | 46   | 公明党     | 前   | 45,029票 | 17.67% |            |
|      | 佐藤祐次 | 48   | 日本社会党 | 新   | 16,476票 | 6.47%  |            |

時の内閣：第1次大平内閣 解散日：1979年（昭和54年）9月7日 投票日：1979年（昭和54年）10月7日
当日有権者数：360,480人 最終投票率：61.20%（前回比：7.95ポイント）
| 当落 | 氏名     | 年齢 | 所属党派   | 新旧 | 得票     | 得票率 | 推薦・支持 |
| ---- | -------- | ---- | ---------- | ---- | -------- | ------ | ---------- |
| 当   | 深谷隆司 | 44   | 自由民主党 | 元   | 52,967票 | 24.32% |            |
| 当   | 金子満広 | 54   | 日本共産党 | 元   | 42,900票 | 19.70% |            |
| 当   | 中川嘉美 | 46   | 公明党     | 前   | 42,871票 | 19.69% |            |
|      | 山田久就 | 72   | 自由民主党 | 前   | 34,602票 | 15.89% |            |
|      | 鳩山邦夫 | 31   | 自由民主党 | 前   | 30,584票 | 14.05% |            |
|      | 佐藤祐次 | 47   | 日本社会党 | 新   | 13,833票 | 6.35%  |            |

時の内閣：三木内閣 任期満了日：1976年（昭和51年）12月9日 投票日：1976年（昭和51年）12月5日
当日有権者数：380,713人 最終投票率：69.15%（前回比：4.52ポイント）
| 当落 | 氏名     | 年齢 | 所属党派         | 新旧 | 得票     | 得票率 | 推薦・支持 |
| ---- | -------- | ---- | ---------------- | ---- | -------- | ------ | ---------- |
| 当   | 鳩山邦夫 | 28   | 無所属（保守系） | 新   | 61,207票 | 23.50% |            |
| 当   | 山田久就 | 69   | 自由民主党       | 現   | 47,106票 | 18.08% |            |
| 当   | 中川嘉美 | 43   | 公明党           | 元   | 45,394票 | 17.43% |            |
|      | 深谷隆司 | 41   | 自由民主党       | 現   | 44,364票 | 17.03% |            |
|      | 金子満広 | 52   | 日本共産党       | 現   | 40,727票 | 15.63% |            |
|      | 佐藤祐次 | 45   | 日本社会党       | 新   | 21,698票 | 8.33%  |            |

時の内閣：第1次田中角栄内閣 解散日：1972年（昭和47年）11月13日 投票日：1972年（昭和47年）12月10日
当日有権者数：419,396人 最終投票率：64.63%（前回比：5.52ポイント）
| 当落 | 氏名       | 年齢 | 所属党派         | 新旧 | 得票     | 得票率 | 推薦・支持 |
| ---- | ---------- | ---- | ---------------- | ---- | -------- | ------ | ---------- |
| 当   | 金子満広   | 48   | 日本共産党       | 新   | 54,638票 | 20.39% |            |
| 当   | 山田久就   | 65   | 自由民主党       | 前   | 47,000票 | 17.54% |            |
| 当   | 深谷隆司   | 37   | 無所属（保守系） | 新   | 46,161票 | 17.23% |            |
|      | 中川嘉美   | 39   | 公明党           | 前   | 42,059票 | 15.70% |            |
|      | 依田圭五   | 51   | 日本社会党       | 元   | 30,985票 | 11.56% |            |
|      | 石井桂     | 74   | 自由民主党       | 前   | 24,217票 | 9.04%  |            |
|      | 荒瀬修一郎 | 43   | 民社党           | 新   | 12,398票 | 4.63%  |            |
|      | 河合大介   | 40   | 無所属（保守系） | 新   | 10,489票 | 3.91%  |            |

時の内閣：第2次佐藤内閣 解散日：1969年（昭和44年）12月2日 投票日：1969年（昭和44年）12月27日
当日有権者数：447,591人 最終投票率：59.11%（前回比：0.32ポイント）
| 当落 | 氏名       | 年齢 | 所属党派         | 新旧 | 得票     | 得票率 | 推薦・支持 |
| ---- | ---------- | ---- | ---------------- | ---- | -------- | ------ | ---------- |
| 当   | 山田久就   | 62   | 自由民主党       | 前   | 53,647票 | 20.46% |            |
| 当   | 石井桂     | 71   | 自由民主党       | 新   | 49,281票 | 18.80% |            |
| 当   | 中川嘉美   | 36   | 公明党           | 新   | 43,604票 | 16.63% |            |
|      | 金子満広   | 45   | 日本共産党       | 新   | 37,462票 | 14.29% |            |
|      | 依田圭五   | 48   | 日本社会党       | 前   | 34,094票 | 13.00% |            |
|      | 立川談志   | 33   | 無所属（保守系） | 新   | 19,548票 | 7.46%  |            |
|      | 荒瀬修一郎 | 40   | 民社党           | 新   | 17,605票 | 6.72%  |            |
|      | 河合大介   | 37   | 無所属（保守系） | 新   | 6,723票  | 2.56%  |            |
|      | 高橋秀郎   | 64   | 立憲養正会       | 新   | 198票    | 0.08%  |            |

時の内閣：第1次佐藤内閣 解散日：1966年（昭和41年）12月27日 投票日：1967年（昭和42年）1月29日
当日有権者数：455,060人 最終投票率：58.79%（前回比：ポイント）
| 当落 | 氏名       | 年齢 | 所属党派         | 新旧 | 得票     | 得票率 | 推薦・支持 |
| ---- | ---------- | ---- | ---------------- | ---- | -------- | ------ | ---------- |
| 当   | 山田久就   | 60   | 自由民主党       | 新   | 60,901票 | 23.38% |            |
| 当   | 依田圭五   | 45   | 日本社会党       | 新   | 40,831票 | 15.68% |            |
| 当   | 四宮久吉   | 71   | 自由民主党       | 前   | 40,498票 | 15.55% |            |
|      | 長野高一   | 73   | 無所属（保守系） | 元   | 33,839票 | 12.99% |            |
|      | 原彪       | 72   | 日本社会党       | 前   | 32,072票 | 12.31% |            |
|      | 金子満広   | 42   | 日本共産党       | 新   | 23,776票 | 9.13%  |            |
|      | 荒瀬修一郎 | 37   | 民主社会党       | 新   | 22,672票 | 8.70%  |            |
|      | 西山由高   | 30   | 無所属           | 新   | 5,383票  | 2.07%  |            |
|      | 南俊夫     | 54   | 無所属           | 新   | 480票    | 0.18%  |            |